# Bugatti Type 41
Bugatti Type 41 "Royale" är en lyxbil, tillverkad av den franska biltillverkaren Bugatti mellan 1927 och 1933.

## La Royale
Vid mitten av tjugotalet byggde Bugatti världens mest framgångsrika tävlingsvagnar. Nästa projekt var att bygga världens bästa bil. Ettore Bugatti planerade att bygga 25 bilar, avsedda för världens kungligheter (därav namnet Royale).
Type 41 byggdes efter samma principer som övriga samtida Bugatti-bilar, men dimensionerna var så mycket större. Motorn var en rak åtta med tre ventiler per cylinder och med en överliggande kamaxel i ett fast cylinderhuvud. Prototypen hade en slagvolym på närmare 15 liter, men produktionsvagnarna fick nöja sig med något mindre sanslösa 12,8 liter.
Bilen hade transaxel. Motorns enorma vridmoment gjorde att det bara behövdes tre växlar: en startväxel, en direktväxel och en överväxel för snabb landsvägskörning. Toppfarten överskred med lätthet 160 km/tim, detta vid en tidpunkt då kvaliteten på världens vägnät sällan tillät ens halva den hastigheten.
Den stela framaxeln var upphängd i längsgående bladfjädrar, som på sedvanligt Bugatti-vis gick rakt igenom axeln. Baktill fanns dubbla uppsättningar kantileverfjädrar: en uppsättning bar upp bilens egen vikt, den andra började jobba först när bilen lastades med passagerare och deras bagage. Bilen hade gjutna aluminiumfälgar med 36 tum höga däck.
Bugatti byggde inte fler än sex vagnar. Av dessa lyckades man bara sälja tre, ingen av den till någon kunglig person. De övriga tre användes av familjen Bugatti själva fram till femtiotalet. En av anledningarna till modellens misslyckande var det hiskeliga priset: i Storbritannien begärdes 5 250 pund för en bil, samtidigt som en Rolls-Royce Phantom II kostade 1 900 pund. Dessutom gjorde den stora depressionen det ytterst kontroversiellt att skryta med sin rikedom genom att åka runt i något så extravagant som en Royale. Men man drog nytta av projektet ändå. Motorn kom till användning för att driva rälsbussar som Bugatti byggde för den franska järnvägen.

## De sex bilarna
- Chassinummer 41.100: ”Coupé Napoléon”. Detta var den första bil som byggdes och användes i marknadsföringen mot potentiella kunder. Bilen avverkade fyra olika karosser i rask takt, innan den 1932 fick sin nuvarande Coupé de Ville-kaross av Jean Bugatti. Bilen blev kvar i familjen Bugattis ägo och finns idag på Musée National de l'Automobile de Mulhouse.

- Chassinummer 41.111: Bilen levererades 1932 till fransmannen Armand Esders med en roadster-kaross av Jean Bugatti. 1939 fick bilen sin nuvarande Coupé de Ville-kaross av Henri Binder. Bilen tillhör sedan 1999 Bugattis nya ägare Volkswagen AG.

- Chassinummer 41.121: Bilen levererades 1931 till Josef Fuchs från Nürnberg och försågs med en cabriolet-kaross av tyska Ludwig Weinberger. Den finns sedan 1958 på Henry Ford Museum i Dearborn.

- Chassinummer 41.131: Bilen levererades 1933 till britten Cuthbert Foster och försågs med en limousine-kaross av Park Ward. Den finns sedan 1966 på Musée National de l'Automobile de Mulhouse.

- Chassinummer 41.141: Bilen försågs 1931 med en coupé-kaross av Carrosserie Kellner i Paris och visades upp på bilsalongen i London året därpå. Bilen såldes aldrig utan blev kvar i familjen Bugattis ägo. Detta var länge världens dyraste bil, då den 1987 såldes av auktionsfirman Christie’s för 8,7 miljoner US-dollar, det högsta pris som dittills betalats för en enskild bil.[1] Idag tillhör den Bugattis nya ägare Volkswagen AG.

- Chassinummer 41.150: ”Berline de Voyage”. Bilen försågs redan 1929 med en landaulet-kaross av Bugattis egen konstruktion. Även denna bil blev kvar i familjen Bugattis ägo och tillhör idag en privat samlare i Sydkorea.

## Nummer sju
En sjunde bil byggdes av Musée National de l'Automobile de Mulhouse med hjälp av motorn från en rälsbuss och överblivna chassidelar från Bugattifabriken. Karossen är en replika av Jean Bugattis roadster till Esders bil.